# Jakub Walecki
Jakub Walecki (ur. 20 sierpnia 2005) – polski lekkoatleta specjalizujący się w skoku wzwyż. Srebrny medalista mistrzostw Europy juniorów młodszych z 2022 roku.

## Rekordy życiowe
- stadion – 2,15 (10 sierpnia 2023, Jerozolima)
- hala – 2,11 (21 stycznia 2023, Londyn)
- trójskok - 13,93 (28 lipca 2024, Radom)

## Progresja wyników
| Rok                  | 2020 | 2021 | 2022 | 2023    | 2024 | 2025 |
| Hala Wysokość (m)    | x    | x    | 2,03 | 2,11    | 2,05 | 1,99 |
| Stadion Wysokość (m) | 1,93 | 2,03 | 2,13 | 2,15 PB | 2,09 | x    |

## Rezultaty

### Juniorskie międzynarodowe
| Rok  | Impreza                               | Miejsce    | Konkurencja | Pozycja    | Wynik |
| ---- | ------------------------------------- | ---------- | ----------- | ---------- | ----- |
| 2022 | Mistrzostwa Europy juniorów młodszych | Jerozolima | skok wzwyż  | 2. miejsce | 2,13  |
| 2023 | Mistrzostwa Europy juniorów           | Jerozolima | skok wzwyż  | 5. miejsce | 2,15  |

### Juniorskie krajowe
| Impreza                                      | Rok  | Miejsce       | Pozycja    | Wynik |
| -------------------------------------------- | ---- | ------------- | ---------- | ----- |
| Mistrzostwa Polski                           | 2022 | Suwałki       | 6. miejsce | 1,86  |
| Halowe mistrzostwa Polski                    | 2025 | Toruń         | 8. miejsce | 1,99  |
| Mistrzostwa Polski juniorów                  | 2023 | Lublin        | 1. miejsce | 2,12  |
| Mistrzostwa Polski juniorów                  | 2024 | Radom         | 2. miejsce | 2,04  |
| Halowe Mistrzostwa Polski juniorów           | 2023 | Rzeszów       | 2. miejsce | 2,10  |
| Mistrzostwa Polski juniorów młodszych        | 2022 | Bielsko-Biała | 1. miejsce | 2,07  |
| Halowe Mistrzostwa Polski juniorów młodszych | 2022 | Rzeszów       | 3. miejsce | 1,98  |
| Mistrzostwa Polski U16.                      | 2020 | Słupsk        | 1. miejsce | 1,93  |